# Robert Ludlum
Robert Ludlum (* 25. Mai 1927 in New York City; † 12. März 2001 in Naples, Florida) war ein US-amerikanischer Schriftsteller, Schauspieler und Produzent. Weltweit wurden bisher über 280 Millionen Exemplare seiner Thriller verkauft und in 32 Sprachen übersetzt.

## Leben
Robert Ludlum wuchs bei seiner Mutter Margaret Wadsworth in Short Hills, New Jersey auf, nachdem sein Vater, der Geschäftsmann George Hartford Ludlum, bereits 1934 verstorben war. Als Kind bekam er zunächst Privatunterricht, später besuchte er die Cheshire Academy in Connecticut. Mit 16 Jahren trat Ludlum in der Komödie Junior Miss am Broadway auf, zuvor hatte er bereits in diversen Schulaufführungen erste Schauspielerfahrungen gesammelt. Ursprünglich wollte er als Kind Footballstar werden.
Während des Zweiten Weltkrieges meldete er sich freiwillig zur Royal Canadian Air Force, wurde aber abgelehnt. Daraufhin diente Robert Ludlum von 1945 bis 1947 beim U.S. Marine Corps. Er war im Südpazifik stationiert, wo er ein Skript über seine Eindrücke des Kriegs schrieb. Nach seiner Rückkehr studierte er an der Wesleyan University in Middletown, Connecticut, und schloss 1951 mit dem Bachelor of Arts ab. Im selben Jahr heiratete er die Schauspielerin Mary Ryducha, mit der er drei Kinder hatte.
In den 1950er Jahren arbeitete er dann wieder am Broadway und trat in Fernsehshows auf. 1957 wurde er Produzent beim North Jersey Playhouse. Nachdem er über 300 Bühnenstücke produziert hatte, widmete er sich mit 40 Jahren einem Studium der Kunstgeschichte.
Nach erfolgreichem Abschluss schrieb er sein erstes Buch, „Das Scarlatti-Erbe“ (The Scarlatti Inheritance), das 1971 veröffentlicht wurde und auf Anhieb an die Spitze der Bestsellerlisten gelangte. Seit 1975 war er hauptberuflich als Schriftsteller tätig. Er zog nach Long Island, wo er ein 200 Jahre altes Haus erwarb. In Florida hatte er einen weiteren Wohnsitz. In späteren Jahren verlegte er seinen Lebensmittelpunkt ganz dorthin, weil ihm das Klima dort besser behagte. Für seine Bücher bereiste er die Welt, wobei ihm Paris besonders zusagte (Die Bourne Identität; Prix Mystère de la critique 1982). Alle 22 seiner zu Lebzeiten veröffentlichten Bücher landeten auf dem 1. Platz der Bestsellerlisten der New York Times.
Robert Ludlum starb im Alter von 73 Jahren an einem Herzinfarkt. Postum erschienen noch mehrere Werke, von denen dem Verlag bereits fertige Skripte vorlagen. Aufgrund des großen Erfolges der Bourne-Verfilmungen mit Matt Damon in der Titelrolle wurden außerdem weitere, von Ghostwritern geschriebene Bücher veröffentlicht. Die Geschichten entstanden aus Aufzeichnungen, die Ludlum hinterlassen hatte.

## Schreibgewohnheiten
Ludlum begann jeden Morgen um vier Uhr dreißig mit dem Schreiben. Aus Überzeugung tat er dies mit der Hand, da er sich so stärker mit der Geschichte verbunden fühle. Mittags hörte er dann auf zu schreiben, las nachmittags das Tagwerk und korrigierte Stellen, mit denen er nicht zufrieden war. Die ersten drei seiner Bücher tippte noch seine Frau ab.

## Bücher
In seinen Thrillern greift Ludlum immer wieder ein Thema auf: den Kampf eines Einzelnen gegen anscheinend übermächtige, kaum zu fassende Organisationen. Waren seine Helden auch fast immer US-Amerikaner, so spielte bei ihm ein unreflektierter Patriotismus – der etwa an den Werken des Bestseller-Thriller-Autors Tom Clancy häufig kritisiert wird – keine bedeutende Rolle. Vielmehr werden bestehende US-amerikanische Institutionen teilweise hinterfragt bzw. etwa ihre Unterwanderung durch Geheimbünde oder feindliche Mächte thematisiert. So stellt sich in Der Matarese-Bund am Ende des Buchs heraus, dass wesentliche Teile von US-Regierung und Militär von Mitgliedern genau der kriminellen Verschwörung übernommen worden sind, gegen die der Protagonist ankämpft. Im Vorwort bezieht sich Ludlum dabei auf die real existierende Trilaterale Kommission als Inspiration, die auch Gegenstand zahlreicher Verschwörungstheorien ist.

### Zu Lebzeiten veröffentlicht
- 1971 Das Scarlatti-Erbe – The Scarlatti Inheritance
- 1972 Das Ostermann-Wochenende – The Osterman Weekend
- 1973 Die Matlock-Affäre – The Matlock Paper
- 1973 Das Genessee-Komplott – Trevayne (unter dem Pseudonym Jonathan Ryder)
- 1974 Die Halidon-Verfolgung – The Cry of the Halidon (unter dem Pseudonym Jonathan Ryder)
- 1974 Der Rheinmann-Tausch – The Rhinemann Exchange
- 1975 Der Gandolfo-Anschlag – The Road to Gandolfo (unter dem Pseudonym Michael Shepherd)
- 1976 Das Jesus-Papier – The Gemini Contenders
- 1977 Das Kastler-Manuskript – The Chancellor Manuscript
- 1978 Der Holcroft-Vertrag – The Holcroft Convenant
- 1979 Der Matarese-Bund – The Matarese Circle
- 1980 Die Bourne Identität – The Bourne Identity (Titel der ersten deutschsprachigen Ausgabe: Der Borowski-Betrug)
- 1982 Das Parsifal-Mosaik – The Parsifal Mosaic
- 1984 Die Aquitaine-Verschwörung – The Aquitaine Progression
- 1986 Das Bourne-Imperium – The Bourne Supremacy (Titel der ersten deutschsprachigen Ausgabe: Die Borowski-Herrschaft)
- 1988 Der Ikarus-Plan – The Icarus Agenda
- 1990 Das Bourne-Ultimatum – The Bourne Ultimatum (Titel der ersten deutschsprachigen Ausgabe: Das Borowski-Ultimatum)
- 1992 Das Omaha-Komplott – The Road To Omaha
- 1993 Die Scorpio-Illusion – The Scorpio Illusion
- 1995 Die Lennox-Falle – The Apocalypse Watch
- 1998 Das Matarese-Mosaik – The Matarese Countdown
- 2000 Der Prometheus-Verrat – The Prometheus Deception

### Postume Veröffentlichungen
- 2001 Das Sigma-Protokoll – The Sigma Protocol
- 2003 Der Tristan-Betrug – The Tristan Betrayal
- 2005 Die Ambler-Warnung – The Ambler Warning
- 2006 Die Bancroft-Strategie – The Bancroft Strategy

### Paul Janson Serie
- 2002 Der Janson-Befehl (The Janson Directive, postum)
- 2013 Das Janson-Kommando (The Janson Command, von Paul Garrison)
- 2014 Die Janson-Option (The Janson Option, von Paul Garrison)
- 2015 Die Janson-Verschwörung (The Janson Equation, von Douglas Corleone)

### Covert-One Serie
Geschrieben von anderen Autoren, angeblich auf unveröffentlichtem Material von Ludlum basierend.
1. Der Hades-Faktor (The Hades Factor, von Gayle Lynds), 2000
2. Der Cassandra-Plan (The Cassandra Compact, von Philip Shelby), 2001
3. Die Paris-Option (The Paris Option, von Gayle Lynds), 2002
4. Der Altman-Code (The Altman Code, von Gayle Lynds), 2003
5. Die Lazarus-Vendetta (The Lazarus Vendetta, von Patrick Larkin), 2004
6. Das Moskau-Virus (The Moscow Vector, von Patrick Larkin), 2006
7. Der Arktis-Plan (The Arctic Event, von James Cobb), 2007
8. Die Ares-Entscheidung (The Ares Decision, von Kyle Mills), 2011
9. Die Janus-Vergeltung (The Janus Reprisal, von Jamie Freveletti), 2012
10. Das Galdiano-Experiment (The Utopia Experiment, von Kyle Mills), 2013
11. Die Taylor-Strategie (The Geneva Strategy, von Jamie Freveletti), 2015
12. Die Nano-Invasion (The Patriot Attack, von Kyle Mills), 2015

### Jason-Bourne-Serie
Robert Ludlum erschuf die Jason-Bourne-Reihe. Zu Lebzeiten verfasste er drei Bände:
1. Die Bourne Identität (The Bourne Identity, 1980), 1980
2. Das Bourne-Imperium (The Bourne Supremacy, 1986), 1986
3. Das Bourne-Ultimatum (The Bourne Ultimatum, 1990), 1990

Nach seinem Tod wurde die Reihe mit anderen Autoren fortgesetzt. Als Grundlage sollen Aufzeichnungen, die Ludlum hinterlassen hatte, gedient haben.
1. Das Bourne-Vermächtnis (The Bourne Legacy, von Eric Van Lustbader, 2004), 2004
2. Der Bourne-Betrug (The Bourne Betrayal, von Eric Van Lustbader, 2007), 2007
3. Das Bourne Attentat (The Bourne Sanction, von Eric Van Lustbader, 2008), 2008
4. Die Bourne Intrige (The Bourne Deception, von Eric Van Lustbader, 2009), 2009
5. Das Bourne Duell (The Bourne Objective, von Eric Van Lustbader, 2010), 2012
6. Der Bourne Befehl (The Bourne Dominion, von Eric Van Lustbader, 2011), 2012
7. Der Bourne Verrat (The Bourne Imperative, von Eric Van Lustbader, 2012), 2014
8. Die Bourne Vergeltung (The Bourne Retribution, von Eric Van Lustbader, 2013), 2015
9. Die Bourne Herrschaft (The Bourne Ascendancy, von Eric Van Lustbader, 2014), 2016
10. Das Bourne Enigma (The Bourne Enigma, von Eric Van Lustbader, 2016), 2018
11. Die Bourne Initiative (The Bourne Initiative, von Eric Van Lustbader, 2017), 2019
The Bourne Nemesis, von Eric Van Lustbader, unveröffentlicht
12. Die Bourne Evolution (The Bourne Evolution, von Brian Freeman, 2020), 2023
13. Die Bourne Lüge (The Bourne Treachery, von Brian Freeman, 2021), 2024
14. The Bourne Sacrifice, von Brian Freeman, 2022 (englisch)
15. The Bourne Defiance, von Brian Freeman, 2023 (englisch)

## Verfilmungen
Einige Bücher von Robert Ludlum wurden verfilmt, wobei sich die Filme meist stark von den Büchern unterscheiden.
- 1977: Zwischen den Fronten (The Rhinemann Exchange) – TV-Serie nach dem Buch Der Rheinmann-Tausch, Regie: Burt Kennedy
- 1983: Das Osterman Weekend (The Osterman Weekend) – Film nach dem Buch Das Ostermann-Wochenende, Regie: Sam Peckinpah
- 1985: Der 4 1/2 Billionen Dollar Vertrag (The Holcroft Covenant) – Film nach dem Buch Der Holcroft-Vertrag, Regie: John Frankenheimer
- 1988: Agent ohne Namen (The Bourne Identity) – Zweiteiliger Fernsehfilm nach dem Buch Die Bourne Identität, Regie: Roger Young
- 1997: Apocalypse Watch (The Apocalypse Watch) – Zweiteiliger Fernsehfilm nach dem Buch Die Lennox-Falle, Regie: Kevin Connor
- 2002: Die Bourne Identität (The Bourne Identity) – Film, angelehnt an das gleichnamige Buch, Regie: Doug Liman
- 2004: Die Bourne Verschwörung (The Bourne Supremacy) – Film, nicht auf dem gleichnamigen Buch basierend, Regie: Paul Greengrass
- 2006: Der Hades-Faktor (Covert One: The Hades Factor) – Fernsehfilm nach dem gleichnamigen Buch, Regie: Mick Jackson
- 2007: Das Bourne Ultimatum (The Bourne Ultimatum) – Film, nicht auf dem gleichnamigen Buch basierend, Regie: Paul Greengrass

## Videospiel
Im Juni 2008 ist das Videospiel Robert Ludlum’s: Das Bourne Komplott erschienen, welches auf den Büchern basiert.